# Carlos Forbs
Carlos Roberto Forbs Borges (* 19. März 2004 in Sintra) ist ein portugiesischer Fußballspieler, der als Außenstürmer für den FC Brügge in der Jupiler Pro League spielt. Der Spieler, der früher als Carlos Borges bekannt war, spielt seit seinem Wechsel zu Ajax im August 2023 unter dem Nachnamen seiner Mutter als Carlos Forbs.

## Vereinskarriere

### Jugend
Forbs wurde im Großraum Lissabon geboren und kam 2014 zu Sporting Lissabon. Nach einer Saison bei Sporting wechselte er weiter zu Manchester City nach England. In Manchester durchlief er alle Jugendmannschaften und zeigte in den U18- und U23-Teams gute Leistungen. Im Mai 2021 wurde er zum U-18-Spieler der Saison bei Manchester City gewählt. Er spielte auch in der UEFA Youth League für City zum Einsatz und in der Saison 2022/23 erzielte er für Manchester City U21 in allen Wettbewerben 25 Tore und lieferte 13 Vorlagen.

### Ajax Amsterdam
Am 3. August 2023 unterschrieb Forbs bei Ajax Amsterdam einen Fünfjahresvertrag. Die Ablösesumme hatte eine Höhe von 14 Millionen Euro, die mit Bonuszahlungen auf 19 Millionen Euro ansteigen könnte. Neun Tage später gab er sein Profidebüt für die Amsterdamer, als er beim 4:1-Heimsieg gegen Heracles Almelo in der ersten Spielwoche der Eredivisie für Brian Brobbey eingewechselt wurde. Am 21. September erzielte Forbs in der Europa-League-Gruppenphase im Heimspiel gegen Olympique Marseille sein erstes Tor im Profifußball und lieferte zudem eine Vorlage; das Spiel endete mit einem 3:3-Unentschieden.
Kurz nach Beginn der Saison 2024/25 wurde an die Wolverhampton Wanderers in der englischen Premier League verliehen. Dort kam er jedoch über den Status eines Ergänzungsspielers nicht hinaus und bestritt bis Saisonende nur zehn Spiele für den Verein.

### FC Brügge
Im Sommer 2025 wechselte Forbs zum FC Brügge.

## Nationalmannschaft
Der in Portugal geborene Forbs hat Vorfahren aus Guinea-Bissau und ist Jugendnationalspieler für Portugal. Er durchlief ab 2020 die verschiedenen Nachwuchsauswahlen ab der U16. Mit der U19-Nationalmannschaft nahm er 2023 an der U19-Europameisterschaft teil und wurde nach einer Niederlage im Finale gegen Italien Vize-Europameister. Er selbst kam dabei in allen fünf Turnierspielen zum Einsatz, wobei ihm ein Treffer gelang. Seit 2023 gehört Forbs der portugiesischen U21-Auswahl an. Mit dieser nahm er 2025 an der U21-Europameisterschaft teil und bestritt dort drei von vier Turnierspielen, ehe die Mannschaft im Viertelfinale gegen die Niederlande ausschied.